# Irene Loebell
Irene Loebell (* 1954 in Zürich) ist eine Schweizer Journalistin und Dokumentarfilmerin.

## Leben
Sie arbeitete für verschiedene Schweizer Zeitungen wie Die Tat und das Schweizer Fernsehen, sechs Jahre als Redaktorin für die Konsumsendung Kassensturz und danach für die Rundschau. Seit 1994 ist sie als Dokumentarfilmerin tätig. 
Für den Dokumentarfilm «Life in Progress» hat sie das Leben junger Menschen in einem Johannesburger Township während mehrerer Jahre mit der Kamera begleitet. Für diesen Film erhielt sie 2014 einen Anerkennungspreis der Berner Filmpreise. Die Jury befand, Loebell begegne ihrem Gegenüber mit Empathie, aber nicht ohne auch kritisch nachzufragen.
Sie ist Mitglied im Vorstand von Suisseimage, der Schweizerischen Genossenschaft für Urheberrechte an audiovisuellen Werken.
Irene Loebell arbeitet und lebt in Zürich. Sie ist verheiratet mit Paul Rechsteiner.

## Filmografie: Regie (Auswahl)

### Dokumentarfilme
- 2014: Life In Progress[8][9]
- 2004: Members of the Family
- 2003: Le Grand Chalet de Balthus
- 2000: Eine Reise nach Genf
- 1998: Leben aus dem Labor
- 1998: Nobelpreis für ein Gift
- 1996: Gesunde Kinder sind machbar
- 1996: Der Krieg ist noch in ihren Köpfen
- 1995: Man konnte doch nicht neutral sein...
- 1995: Der Schädelvermesser
- 1994: Von der Schweiz nach Auschwitz

### Fernsehfilme
- Die Schweiz und die Juden[10]
- Von der Schweiz nach Auschwitz